# Stazione di Belvedere Marittimo
La stazione di Belvedere Marittimo è una fermata ferroviaria posta sulla linea Battipaglia-Reggio Calabria. Serve il centro abitato di Belvedere Marittimo.

## Storia
La stazione di Belvedere Marittimo entrò in servizio il 31 luglio 1895, come parte del tronco ferroviario da Praia d'Ajeta a Sant'Eufemia Marina.
Successivamente venne trasformata in fermata.

## Movimento

### Trasporto regionale
La stazione è servita da treni Regionali che collegano Belvedere Marittimo con:
- Paola
- Cosenza
- Sapri
- Napoli Centrale
- Salerno

I treni del trasporto regionale vengono effettuati con E.464 con carrozze UIC-X restaurate + carrozze semipilota, carrozze MDVC, carrozze MDVE + carrozze semipilota, miste di prima e seconda classe. Inoltre vengono utilizzati i treni Minuetto ALe 501/502.